# یواس‌اس سافو (اس‌پی-۱۴۲۷)
یواس‌اس سافو (اس‌پی-۱۴۲۷) (به انگلیسی: USS Sappho (SP-1427)) یک کشتی بود که طول آن ۱۴۹ فوت ۹٫۵ اینچ (۴۵٫۶۵۷ متر) بود. این کشتی در سال ۱۸۸۶ ساخته شد.